# Корела (Эстония)
Ко́рела (эст. Korela) — деревня в волости Сетомаа уезда Вырумаа, Эстония. Исторически относится к нулку Тсятски.
До административной реформы местных самоуправлений Эстонии 2017 года входила в состав волости Вярска уезда Пылвамаа.

## География и описание
Расположена на юго-востоке Эстонии, в 3 километрах от российско-эстонской границы. Расстояние от деревни до уездного центра — города Выру — 38 километров, до волостного центра — посёлка Вярска — 9 километров. Высота над уровнем моря — 62 метра.
Западная часть территории деревни расположена в природном парке Мустоя. Там находится озеро Пооганди. Восточной границей реки является река Пимжа. Через деревню проходит дорога Матсури — Сесники.
Климат умеренный. Официальный язык — эстонский. Почтовый индекс — 64007.

## Население
По данным переписи населения 2021 года, в  Корела насчитывалось 3 жителя, все — эстонцы.
По данным переписи населения 2011 года, в деревне проживали 9 человек, все — эстонцы (сету в перечне национальностей выделены не были).
Численность населения деревни Корела по данным переписей населения:
| Год  | 1959 | 1970 | 1979 | 1989 | 2000 | 2011 | 2021 |
| ---- | ---- | ---- | ---- | ---- | ---- | ---- | ---- |
| Чел. | 23   | ↘ 16 | ↗ 34 | ↘ 25 | ↘ 9  | → 9  | ↘ 3  |

## История
В письменных источниках 1563 года упоминается Савино у Горелаго мосту (деревня), 1585 года — Савино, 1780 года — Савина, 1885 года — Korela, 1897 года — Korila, 1903 года — Koreli, Горела, 1904 года — Suurõ-Korela, Большо́е Са́вино, 1922 года — Savina-Suur.
На военно-топографических картах Российской империи (1866–1867 годы), в состав которой входила Лифляндская губерния, деревня обозначена как Савина.
В XIX веке деревня входила в общину Городище (эст. Korodissa kogukond) и относилась к Верхоустьинскому приходу (эст. Värska kogudus).
Северная часть деревни Корела — это бывшая деревня Вяйко-Корела (эст. Väiko-Korela) или Лууски (эст. Luuski) (русское название — Ма́лое Са́вино).

## Происхождение топонима
Топоним Корела (Горела) объясняется соседством деревни с мельницей, которая в 1652 году упоминается как Горѣлая мельница («сгоревшая мельница»). 
В случае эстонского происхождения объяснение топониму найти трудно. Можно привести такие слова, как ′korel′ («насекомое») или ′kore′ («грубый»; «груботканый»). В качестве основы топонима можно также рассматривать личное имя Кори (от Gregorius) или переиначивание русского имени Гаврила (Karil ~ Karila). 
Для объяснения названия Савино языковед Юри Труусманн предлагает латышское и литовское слово ′sauja′ («ладонь», «кисть руки», «горсть»). В случае его эстонского происхождения подходит слово ′savi′ («глина»). Вместе с тем, русская фамилия Савин происходит от личного имени Савва (Сава, Савватий, Савватей) или Савелий. Топоним Савино широко распространён в России в целом и в Псковской области — в частности.

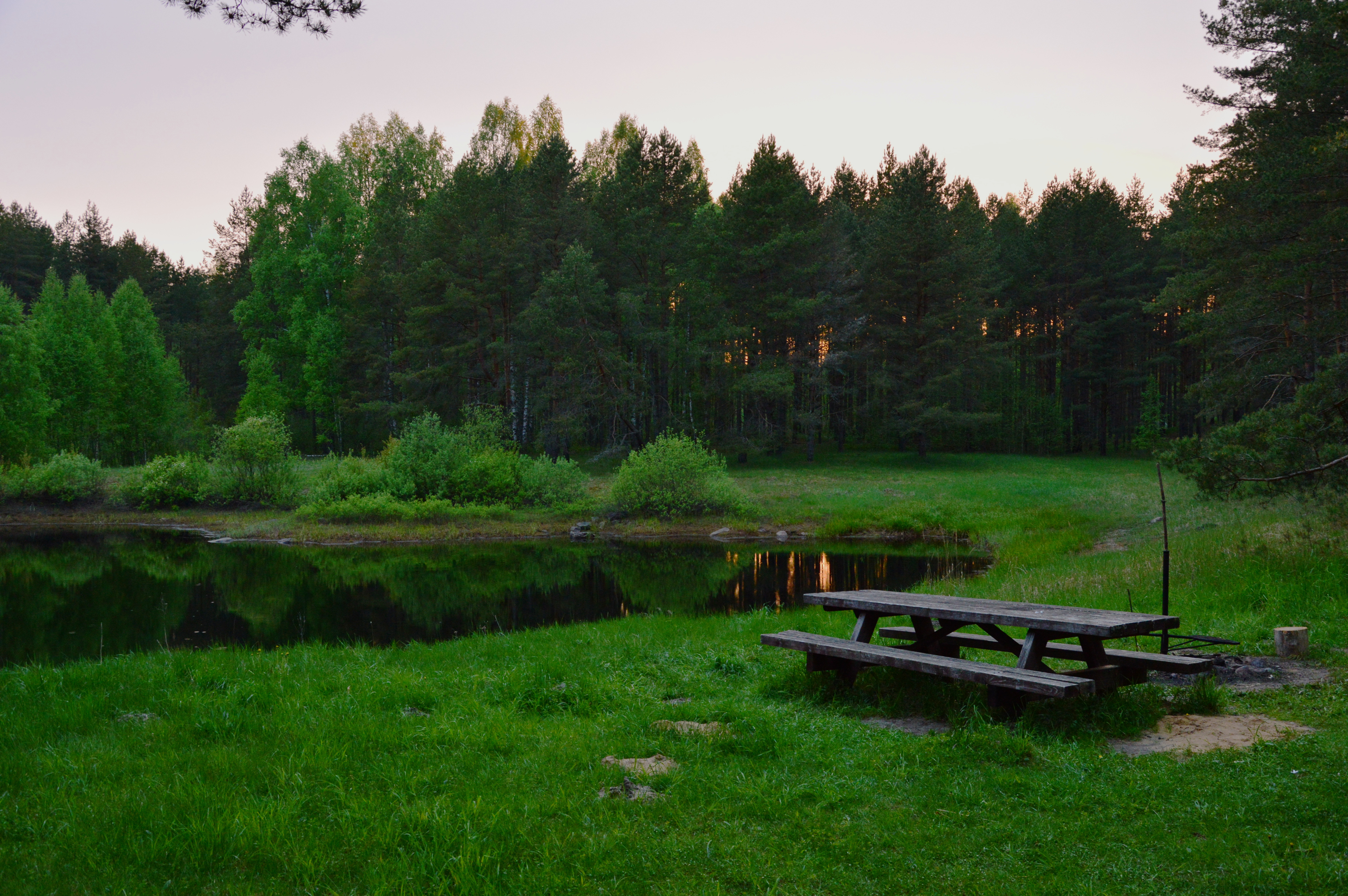
Зона отдыха на озере Пооганди
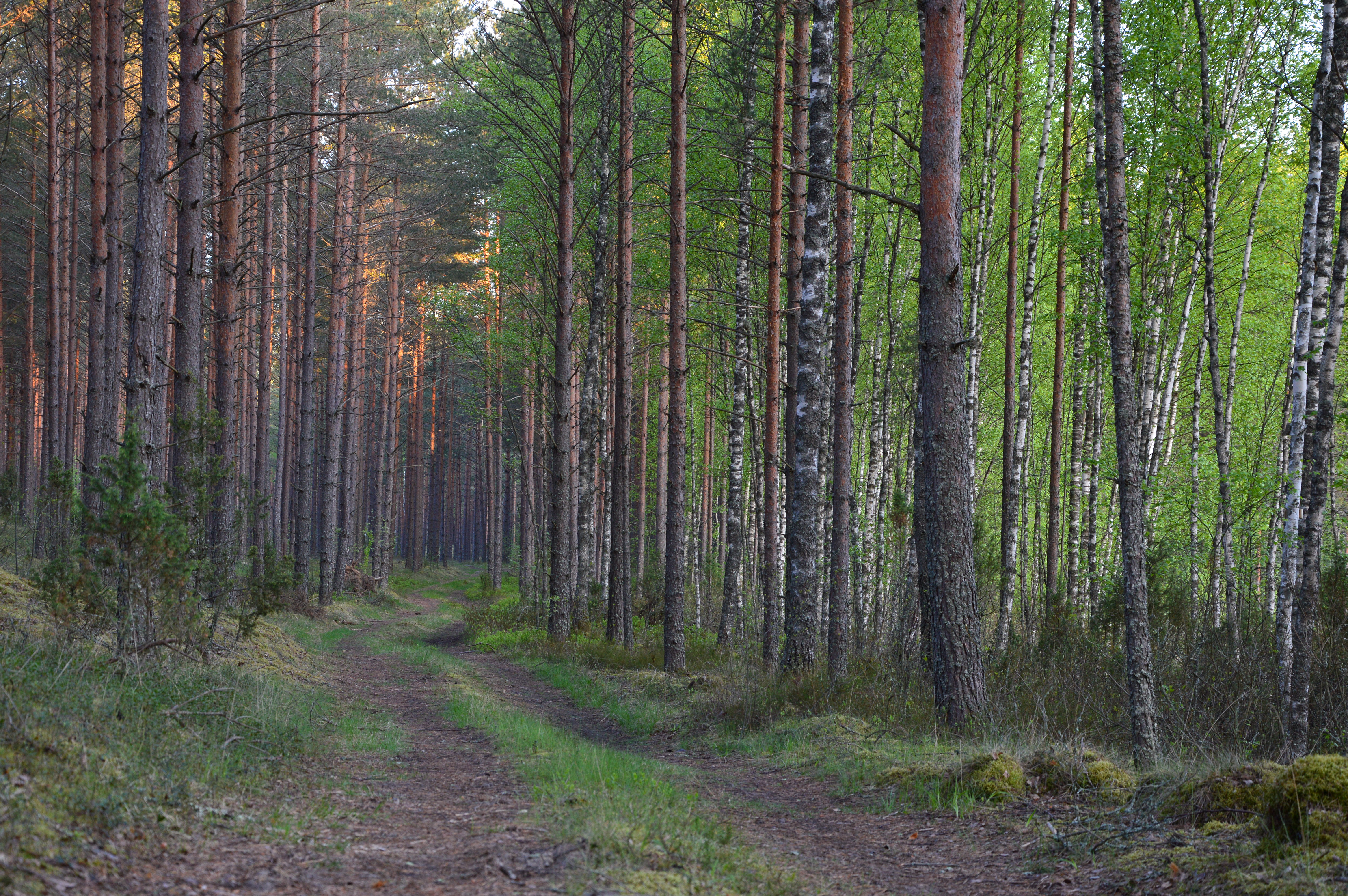
Лесная тропа в деревне Корела на территории природного парка Мустоя

## Комментарии
1. ↑  Эстонские топонимы, оканчивающиеся на -а, не склоняются и не имеют женского рода (исключение — Нарва)[8].